# 德黑兰地铁DKZ11型电动车组
德黑兰地铁DKZ11型电动车组是德黑兰地铁的电动车组车款之一，现在行走于德黑兰地铁1号线和德黑兰地铁2号线。

## 简介
DKZ11由长春轨道客车制造，为7编组，于2006年在德黑兰地铁1号线和德黑兰地铁2号线运营，本款列车较之前的DKZ2和DKZ3相比，车头较为流线化。